# Norbert Thienel
Norbert Thienel (* 7. März 1907 in Neiße, Schlesien; † 27. April 1977) war ein deutscher Verwaltungsjurist und Ministerialbeamter.

## Berufliche Laufbahn
Nach Studium der Rechtswissenschaft und anschließender Promotion war er von 1934 bis 1940 Landwirtschaftsrat im Reichsnährstand und nach dem Kriegsdienst (1940 bis 1942) Referent im Reichsministerium für Ernährung und Landwirtschaft. An eine Tätigkeit in der Privatwirtschaft schloss sich eine Verwaltungslaufbahn im neu gegründeten Land Nordrhein-Westfalen an: 1948 im Landesernährungsamt und 1949 im Ministerium für Ernährung, Landwirtschaft und Forsten. 1952 wechselte Thienel in das Bundesministerium für Ernährung, Landwirtschaft und Forsten und war dort zeitweilig persönlicher Referent von Bundesminister Heinrich Lübke.
Vom 1. März 1967 bis zu seinem Eintritt in den Ruhestand 1972 amtierte Norbert Thienel als Staatssekretär im Ministerium für Ernährung, Landwirtschaft und Forsten des Landes Nordrhein-Westfalen.

## Ehrungen
- 1976: Großes Verdienstkreuz mit Stern der Bundesrepublik Deutschland